# George Currie
 (août 2025).
Si vous disposez d'ouvrages ou d'articles de référence ou si vous connaissez des sites web de qualité traitant du thème abordé ici, merci de compléter l'article en donnant les références utiles à sa vérifiabilité et en les liant à la section « Notes et références ».
George Currie, né le 19 décembre 1905 à Belfast et mort le 20 janvier 1978, est un avocat et homme politique nord-irlandais. 

## Biographie
Currie étudie à l'Université de Campbell ainsi qu'au Trinity College de Dublin où il obtient une Licence de Lettres, un Master de Lettres, ainsi qu'une Licence de Droit. Il est appelé au Barreau anglais par le Middle Temple en 1932, et pratique sur le circuit du Nord basé à Liverpool. 
S'intéressant à la politique, Currie se fait élire au conseil du district métropolitain de Wirral en 1934, et en devient le Président en 1938. Lors de la Seconde Guerre mondiale, Currie s'engage au sein de la Royal Air Force Volunteer Reserve et fait partie de l'état-major du lord Dowding du RAF Fighter Command, qui est ensuite passé à la branche juridique. 
Lors des élections générales britanniques de 1950, Currie se présente en tant que candidat conservateur pour l'East Flintshire, un siège travailliste sûr. Il se présente de nouveau aux élections générales britanniques de 1951 afin de conserver ce siège. 
Il est sélectionné pour North Down où la députée unioniste d'Ulster Patricia Ford a pris sa retraite après deux ans de service. En mai 1955, il remporte le siège et le 19 décembre, il réalise son discours inaugural lors d'un débat concernant le programme n° 2 de subventions pour le poisson blanc (Royaume-Uni).
Currie conserve ce siège qu'il représente pendant quinze ans avant qu'il ne prenne sa retraite lors des élections générales britanniques de 1970. James Kilfedder, un ancien député du West Belfast, lui succède.